# ルディ・リウ
ルディ・リウ（Rudy Riou、1980年1月22日 - ）は、フランス・エロー県ベジエ出身のサッカー選手。ポジションはゴールキーパー。

## 経歴
モンペリエHSC在籍時の1999年7月31日、オリンピック・リヨン戦でデビューを果たし、以後レギュラーの座を掴んだ。シーズン終了後クラブはディヴィジオン・ドゥに降格したが、1年でディヴィジオン・アンに復帰した。2003-04シーズンを終え再び2部降格の憂き目に遭ったが、代わって昇格したFCイストルに移籍し引き続き主力としてプレーした。2006-07シーズンはリーグ19位という結果に終わり、トゥールーズFCに移籍した。同クラブではニコラ・ドゥシェ、次に所属したオリンピック・マルセイユではスティーヴ・マンダンダがおり出場機会に恵まれなかった。
2011年1月、ジュピラー・プロ・リーグのシャルルロワSCに移籍し初の国外挑戦となった。同年7月にFCナントと契約し半年で母国に復帰した。2012年7月、RCランスに加入することが発表された。

## 個人成績
| シーズン  | クラブ       | リーグ                   | リーグ | リーグ |
| シーズン  | クラブ       | リーグ                   | 出場   | 得点   |
| --------- | ------------ | ------------------------ | ------ | ------ |
| 1999-2000 | モンペリエ   | ディヴィジオン・アン     | 20     | 0      |
| 2000-01   | モンペリエ   | ディヴィジオン・ドゥ     | 18     | 0      |
| 2001-02   | モンペリエ   | ディヴィジオン・アン     | 19     | 0      |
| 2002-03   | モンペリエ   | リーグ・アン             | 28     | 0      |
| 2003-04   | モンペリエ   | リーグ・アン             | 31     | 0      |
| 2004-05   | イストル     | リーグ・アン             | 26     | 0      |
| 2005-06   | イストル     | リーグ・ドゥ             | 37     | 0      |
| 2006-07   | イストル     | リーグ・ドゥ             | 38     | 0      |
| 2007-08   | トゥールーズ | リーグ・アン             | 3      | 0      |
| 2008-09   | マルセイユ   | リーグ・アン             | 1      | 0      |
| 2009-10   | マルセイユ   | リーグ・アン             | 0      | 0      |
| 2010-11   | マルセイユ   | リーグ・アン             | 0      | 0      |
| 2010-11   | シャルルロワ | ジュピラー・プロ・リーグ | 8      | 0      |
| 2011-12   | ナント       | リーグ・ドゥ             | 33     | 0      |
| 2012-13   | ランス       | リーグ・ドゥ             | 21     | 0      |
| 2013-14   | ランス       | リーグ・ドゥ             | 5      | 0      |
| 2014-15   | ランス       | リーグ・アン             | 32     | 0      |